# Coribe
Coribe es un municipio brasilero del estado de Bahía. Está localizado en la región del Extremo oeste del estado, en la zona fisiológica del Chapadão del Río Corrente.

## Geografía
El clima del municipio es húmedo y subhúmedo y seco a subhúmedo. El tipo y vegetación es cerrado arbóreo, sin vegetación de gelería, gramínea y vegetación estacional y semidecidual.
El municipio de Coribe se encuentra en el polígono de las sequías, siendo el riesgo de la misma, medio y alto. El período lluvioso corresponde a los meses de noviembre a enero. La temperatura media es de 22,1 °C. 
Los principales ríos son: Río San Formoso donde se encuentra con un gran volumen hídrico en buen estado de preservación, el mismo abastece los municipios con el desagüe del Río Corriente en la ciudad de Santa Maria de la Vitória y el Arroyo del Alegre donde tiene un pequeño volumen de agua, pero el suficiente para el abastecimiento de la población de la ciudad.
En el municipio no hay pendientes, área de preservación y/o degradación ambiental.